# Lajvområde

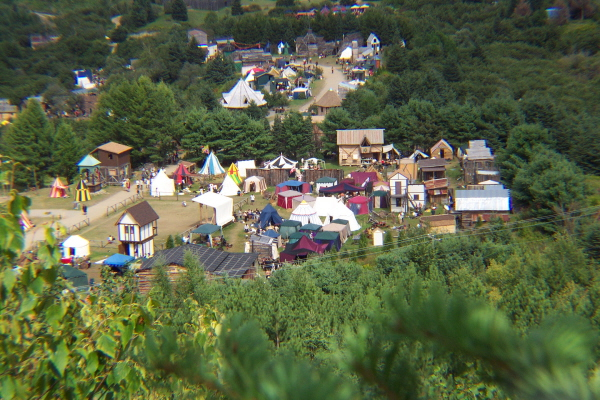
Duché de Bicolline, ett permanent lajvområde med ett hundratal hus i Quebec i Kanada.

Ett lajvområde är den fysiska plats på vilken ett lajv äger rum. Det är vanligen en bit skogsmark, men begreppet används även om lokaler och andra platser där det hålls lajv.

## Terminologi
Lajvare säger ofta "på lajvområdet" eller bara "på området" istället för "i lajvområdet". Underförstått med begreppet lajvområde är också att det är det område inom vilket illusionen ska upprätthållas; om det finns ett off-läger i anslutning till lajvet anses det ligga "utanför området".
Ett lajvområde kan vara ett område som används tillfälligt för ett enskilt lajv eller vara ett fast område som ägs eller disponeras av lajvare och där även byggnader avsedda för lajv uppförts.

## Lista över lajvområden

### Fasta lajvområden i Kanada

#### Lajvområden med byggnader uppförda enkom för lajv
- Québec
  - Duché de Bicolline, i  Saint-Mathieu-du-Parc nära Shawinigan
    - Bicolline-kampanjen

### Fasta lajvområden i Sverige

#### Lajvområden med byggnader uppförda enkom för lajv
- Karlskoga kommun
  - Svarta Galtens område
    - Stängt. Kastaria-kampanjen

- Botkyrka kommun (Tumba)
  - Moriaberg
    - Området ägs av Tumba Missionsförsamling och disponeras av föreningen Tu Lajv. Området utgörs av resterna (husgrunder och en äldre stuga), efter missionshuset Moriaberg. På området har föreningen uppfört ett tiotal byggnader. Byn brändes ner till grunden julen 2018.
- Höganäs kommun (Jonstorp)
  - Primus Vicus
    - Skapades till Halmstads 700-årsjubileum men flyttade sedan ut till Jonstorp av intresserade.

- Vaggeryds kommun
  - Basseberg/Berghem
    - På området finns ett tjugotal byggnader uppförda av föreningar och enskilda lajvare, bland annat ett hus i skiftesverk uppförd av föreningen Juneborg. Området hyrs ut av föreningen Berghems vänner.

- Färgelanda kommun
  - DMF:s område, Kroppefjäll
    - Disponeras av Dalslands Medeltidsförening.

- Skellefteå kommun
  - Treväga, Tällberg
    - Kulturföreningen SLI:s lajvområde

- Söderhamns kommun
  - Järvsböle
    - Ägs av Enhörningen.

#### Lajvområden med andra typer av byggnader
- Norrtälje kommun
  - Porshanken (drivs och förvaltas av Western-föreningen "Club of Western")
    - Området utgörs av ett torp vars huvudbyggnad finns kvar. På området finns även kulisser för att ge intryck av en Western bebyggelse.

- Ludvika kommun
  - Härskarringens område
    - På området finns ett halvdussin knuttimrade mindre byggnader.

- Hällefors kommun
  - Finnstigen
    - Ett friluftsmuseum med äldre och nyuppförda byggnader. Området används som lajvområde av Enhörningen.

#### Ofta använda lajvområden utan fasta byggnader
- Västerås kommun
  - Listakärr
    - Används av Enhörningen för Eleria-kampanjen.

#### Övriga områden
- Lilla Edets kommun
  - Thorssonområdet, Hjärtum Stängt
    - Användes av Lajvsällskapet Romantiska Sagor.

- Laholms kommun
  - Laroks område

- Ronneby kommun
  - RLS-området
    - Används av Ronneby LajvSällskap.

- Karlskrona kommun
  - Pegas' område

- Lindesbergs kommun
  - Sandtäppan
    - Privatägt, används av Enhörningen.